# 新斯帕斯凱 (梅利托波爾區)
46°55′25″N 36°0′2″E / 46.92361°N 36.00056°E
新斯帕斯凯（烏克蘭語：Новоспаське）是位於烏克蘭東南部的村莊，由扎波羅熱州梅利托波爾區的新瓦西里夫卡市鎮負責管轄。該村分別距離普里亞速斯凱40公里和梅利托波爾50公里，始建於1822年，面積2.20平方公里，海拔高度74米，2001年人口674。